# Apanteles lissopleurus
Apanteles lissopleurus är en stekelart som beskrevs av De Saeger 1944. Apanteles lissopleurus ingår i släktet Apanteles och familjen bracksteklar. Inga underarter finns listade i Catalogue of Life.